# Aegolius
Aegolius je majhen rod sov. Tri vrste najdemo v Novem svetu, koconogega čuka (Aegolius funereus) pa lahko najdemo v Severni Ameriki,  Evraziji, Alpah in v Skalnem gorovju. 
Vrste so:
- Aegolius funereus , koconogi čuk
- Aegolius acadicus
- Aegolius ridgwayi
- Aegolius harrisii

To so predvsem nočne sove gozdnatih pokrajin zmernih in hladnejših podnebij, dve severni vrsti gnezdita v iglastih gozdovih v Severni Ameriki, Aegolius ridgwayi in Aegolius harrisii (Srednja in Južna Amerika) so vrste, ki jih najdemo v gorah ali hrastovih gozdovih.
To so v glavnem ptice stalnice, ampak severne vrste včasih v jeseni poletijo proti jugu ali na nižje nadmorske višine. Premikanje ptic je težko spremljati zaradi težav pri odkrivanju teh nočnih sov izven sezone gnezdenja.
Aegolius sove so majhne, debelušne, s kratkim repom in širokimi krili. Imajo velik okrogli obraz. Dolžina ptic se razlikuje od vrste do vrste in znaša od 18 do 27 cm.
Te sove plenijo predvsem glodavce in druge manjše sesalce. Hranijo se tudi s pticami, netopirji, žuželkami in drugimi nevretenčarji.
Aegolius sove so zgoraj temno rjave ali črne in spodaj belkaste ali rjavo rumene, s progami ali pikami. Glava je velika, z rumenimi očmi.
Aegolius sove gnezdijo v drevesnih duplinah in ležejo več jajc. Imajo ponavljajoč žvižgajoč klic v času gnezdenja.